# Jennie Let Me Love You
Jennie Let Me Love You är en låt skriven av Tobias Gustavsson och Michel Zitron och framförd av popgruppen E.M.D, låten är gruppens andra singel och släpptes i mars 2008. Singeln toppade den svenska singellistan under perioden 17 april–22 maj 2008.
Låten fick en Grammis för "Årets låt 2008". 
I Dansbandskampen 2010 tolkades låten av Willez.

## Listplaceringar
| Lista (2008) | Position |
| ------------ | -------- |
| Sverige      | 1        |

### Fotnoter
1. ↑  ”Grammis”. Arkiverad från originalet den 17 mars 2012. https://web.archive.org/web/20120317055524/http://www.ifpi.se/wp/wp-content/uploads/100428-lc-vinnare-genom-%C3%A5ren.pdf. Läst 1 maj 2011.
2. ↑  Listplacering